# Hoplocryptus fugitivoides
Hoplocryptus fugitivoides är en stekelart som beskrevs av Schwarz 2007. Hoplocryptus fugitivoides ingår i släktet Hoplocryptus och familjen brokparasitsteklar. Inga underarter finns listade i Catalogue of Life.